# Shelbyville (Illinois)
Shelbyville és una població dels Estats Units a l'estat d'Illinois. Segons el cens del 2000 tenia 4.971 habitants.

## Demografia
Segons el cens del 2000, Shelbyville tenia 4.971 habitants, 2.133 habitatges, i 1.345 famílies. La densitat de població era de 518,7 habitants/km².
Dels 2.133 habitatges en un 27,6% hi vivien nens de menys de 18 anys, en un 49,6% hi vivien parelles casades, en un 9,6% dones solteres, i en un 36,9% no eren unitats familiars. En el 33,1% dels habitatges hi vivien persones soles el 16,9% de les quals corresponia a persones de 65 anys o més que vivien soles. El nombre mitjà de persones vivint en cada habitatge era de 2,28 i el nombre mitjà de persones que vivien en cada família era de 2,89.
Per edats la població es repartia de la següent manera: un 23% tenia menys de 18 anys, un 8,3% entre 18 i 24, un 25,3% entre 25 i 44, un 21,5% de 45 a 60 i un 21,9% 65 anys o més.
L'edat mediana era de 40 anys. Per cada 100 dones de 18 o més anys hi havia 87,6 homes.
La renda mediana per habitatge era de 32.458 $ i la renda mediana per família de 39.205 $. Els homes tenien una renda mediana de 31.477 $ mentre que les dones 18.710 $. La renda per capita de la població era de 17.596 $. Aproximadament el 6,2% de les famílies i el 9,9% de la població estaven per davall del llindar de pobresa.

## Poblacions més properes
El següent diagrama mostra les poblacions més properes.